# Cixius basalis
Cixius basalis är en insektsart som beskrevs av Van Duzee 1908. Cixius basalis ingår i släktet Cixius och familjen kilstritar. Inga underarter finns listade i Catalogue of Life.